# Pts.OF.Athrty
"Pts.OF.Athrty" (phát âm thành Points of Authority) là đĩa đơn phối lại đầu tiên của ban nhạc nu metal Linkin Park, trích từ album phối lại năm 2002: Reanimation. Đĩa đơn có các bài phối lại của những bài từ album Hybrid Theory: "Points of Authority," "High Voltage" và "By Myself".
"Pts.OF.Athrty" được phối lại bởi Jay Gordon đến từ ban Orgy, "H! Vltg3" được phối lại bởi Evidence cùng Pharoahe Monch, còn "Buy Myself" được phối lại bởi Marilyn Manson.

## Danh sách bài hát đĩa CD đơn "Pts.OF.Athrty / H! Vltg3"
1. "Pts.OF.Athrty"
2. "Buy Myself" (Bản phối lại Marilyn Manson)
3. "H! Vltg3"

## Danh sách bài hát đĩa CD đơn "Pts.OF.Athrty"
1. "H! Vltg3"
2. "Pts.OF.Athrty"
3. "Buy Myself" (Bản phối lại Marilyn Manson)

## Danh sách bài hát đĩa nhựa "H! Vltg3"
Mặt A
1. "H! Vltg3" (Bản Album)

Mặt B
1. "H! Vltg3" (Nhạc)
2. "H! Vltg3" (A capella)

## Video nhạc"Pts.OF.Athrty"
Bản phối lại của "Points of Authority" này nổi tiếng nhờ video của nó, một trận đấu dựng hoàn toàn bằng CGI (Hình ảnh Tạo dựng từ Máy tính) giữa các người máy lãnh đạo bởi đầu của các thành viên Linkin Park, và một chủng tộc ngoài hành tinh.
Đầu của tất cả sáu thành viên Linkin Park được giữ trong một phòng thí nghiệm trang bị máy tính và thiết bị tiên tiến mà có thể thấy là rút gì đó ra từ đầu của họ khi Chester Bennington và Mike Shinoda hát. Theo như Mr. Hahn nói, đầu của các thành viên trong ban nhạc tạo năng lượng cho thế giới.
Tới đoạn cuối video, tên lãnh đạo của tộc ngoài hành tinh cố gắng đấu với cái vòi xanh được thả ra bởi đầu của các thành viên, nhưng bị kéo súng ra khỏi tay, và sau đó bị tiêu hoá.
Đạo diễn Joe Hahn giải thích rằng sự kiện trong video diễn ra sau khi loài người đã diệt vong và tất cả những gì còn lại là cái đầu của 6 thành viên Linkin Park. Người ta cũng cho rằng video lấy cảm hứng từ chuỗi giấc mơ trong bộ phim năm 2001, Final Fantasy: The Spirits Within
Video nhạc đã được phát sóng trên Cartoon Network làm đoạn quảng cáo giải lao.

## Xếp hạng
| Bảng xếp hạng (2004)           | Vị trí cao nhất |
| ------------------------------ | --------------- |
| Bảng xếp hạng Đĩa đơn Anh      | 9               |
| Bảng xếp hạng Đĩa đơn Đức      | 31              |
| Bảng xếp hạng Đĩa đơn Úc       | 44              |
| Bảng xếp hạng Đĩa đơn Ý        | 39              |
| Bài Rock Hiện đại Billboard Mỹ | 29              |